# 77e division d'infanterie (États-Unis)
Pour les articles homonymes, voir 77e division d'infanterie.
La 77e division d'infanterie des États-Unis  est une division de l'armée américaine créée en 1917. Elle participa à la Première Guerre mondiale et à la Seconde Guerre mondiale.

## Première Guerre mondiale

### Chefs de corps
- 18 août 1917 : major-général J. Franklin Bell
- 4 décembre 1917 : brigadier-général E. M. Johnson
- 8 mai 1918 : major-général George B. Duncan (en)
- 20 juillet 1918 : brigadier-général E. M. Johnson
- 27 août 1918 : major-général Robert Alexander (en)

## Seconde Guerre mondiale

### Chefs de corps
- mars - juin 1942 : major-général Robert L. Eichelberger
- juin 1942 - mai 1943 : major-général Roscoe B. Woodruff (en)
- mai 1943 - février 1946 : major-général Andrew Davis Bruce (en)

### Historique
Lors du second conflit mondial, elle est réactivée le 25 mars 1942 et débarque à Hawaï le 31 mars 1944 pour parfaire son entraînement dans la jungle et en matière d'opérations amphibies. Le 21 juillet 1944, elle participe au débarquement sur Guam au sein de la III Marine Expeditionary Force. Elle parvient à progresser vers le nord et à s'emparer du Mont Tenjo avant de faire sa jonction avec la 3e division des Marines venue du nord. Elle prend ensuite la localité de Barrigada le 4 août et toute résistance japonaise cesse le 8 août. L'unité doit alors être mise au repos en Nouvelle-Calédonie mais elle est finalement déroutée sur l'île de Leyte dans les Philippines pour participer à sa reconquête, à partir du 23 novembre 1944. Elle est ensuite envoyée sur l'île de Mindanao, débarquant à Ipil. Elle progresse le long de la côte est jusqu'à prendre Ormoc le 10 décembre puis continue vers le nord et participe à l'élimination des poches de résistance japonaises tout au long des mois de janvier et février 1945. À la fin du mois de mars, elle est mobilisée pour prendre part à la bataille d'Okinawa. Au cours de son trajet, elle subit des pertes du fait de kamikazes. Le 16 avril 1945, elle débarque à Ie-jima, une île secondaire de l'archipel d'Okinawa et conquiert son terrain d'aviation. Le 25 avril, elle est envoyée sur l'île principale d'Okinawa pour relever la 96e division d'infanterie. Elle progresse lentement à travers l'île face à une féroce résistance japonaise qui dure jusqu'au courant du mois de juin. Elle revient ensuite aux Philippines et se prépare pour l'opération Downfall d'invasion du Japon. Finalement, celui-ci capitule le 2 septembre rendant ce plan inutile. L'unité participe finalement à l'occupation du Japon jusqu'au 15 mars 1946, date de sa démobilisation.